# Bondo (Bondo)

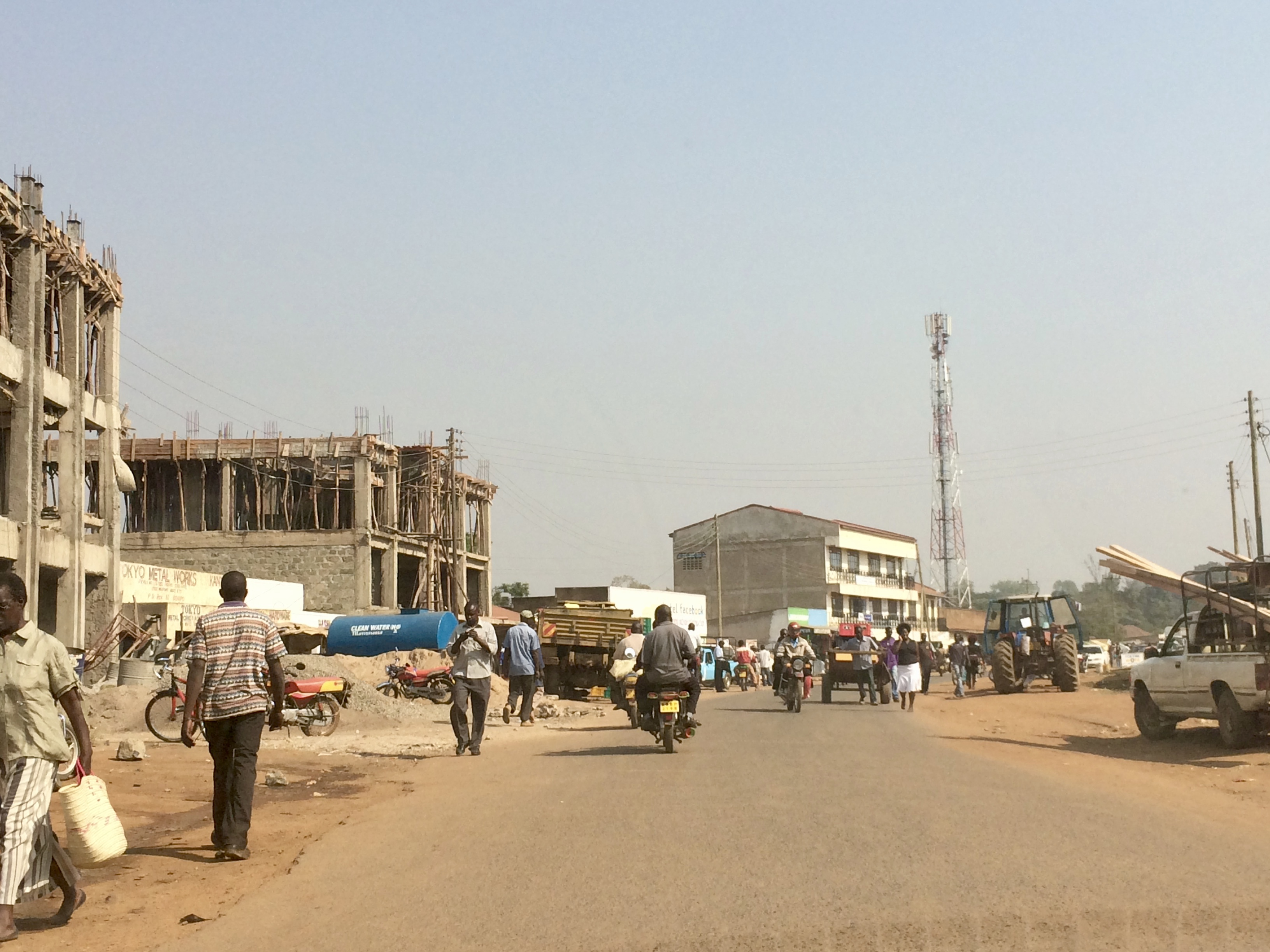
Bondo Town, Condado de Siaya, Quênia

Bondo é uma cidade do Quênia situada na antiga província Nianza, no condado de Siaia. De acordo com o censo de 2019, havia 22 712 habitantes. Já foi capital do distrito de Bondo.